# Sowiogórskie Muzeum Techniki
Sowiogórskie Muzeum Techniki – nieistniejące dziś muzeum w Dzierżoniowie, posiada parowozownię, zabytkowy tabor kolejowy i kolekcję komputerów im. Artura Piotrowskiego. Od kilku lat jest zamknięte dla zwiedzających. 
Muzeum posiada :
- parowozownię – Dzierżoniów
- folwark Dieriga – Bielawa
- kopalnię srebra "Silberloch"
- Otwarte Muzeum Techniki – Dzierżoniów
- kolekcje komputerów PC – Dzierżoniów

## Parowozownia Dzierżoniowa

### Lokomotywa Ls40
Lokomotywa Ls40 – lokomotywa spalinowa, wyprodukowana w Fabryce Lokomotyw im. F. Dzierżyńskiego w Chrzanowie. W 1952 r. Ma silnik S64, o mocy 44 KM. Projekt jednostki powstał już w 1947 r. W latach 1952–1961, w pięciu kolejnych seriach (niewiele różniących się kształtem nadwozia) zbudowano 581 sztuk lokomotyw.
Pochodzenie lokomotywy 
Pozyskana dla Sowiogórskiego Muzeum Techniki lokomotywa spalinowa Ls40-5285 do lat 90 XX wieku obsługiwała bocznicę Zakładów Porcelany Elektrotechnicznej w Ciechowie k. Środy Śląskiej. Do roku 2005 wszystkie lokomotywy eksploatowane wcześniej w tym zakładzie trafiły na złom. Los okazał się łaskawy dla Ls40, eksploatowanej do 2002 r., a to dzięki kierownikowi działu transportu zakładów Stanisławowi Saganowskiemu. Zaproponował on przekazanie lokomotywy Fundacji Otwarte Muzeum Techniki.

### Kolekcja Komputerów imienia Artura Piotrowskiego
W czasie VII Sowiogórskiego Festiwalu Techniki, we wrzesniu 2009 roku w Dzierżoniowie, Artur G. Korwin Piotrowski przekazał muzeum kolekcję około 5.000 eksponatów związanych z technologiami mikrokomputerowymi (komputery, oprogramowanie i dokumentacja). Kolekcja ta zawiera między innymi komputer Odra 1305 i bogatą kolekcję mikro-komputerów i oprogramowania firmy Zenith Data Systems, znanej również jako Heathkit lub Heath Co.